# Central Valley Project

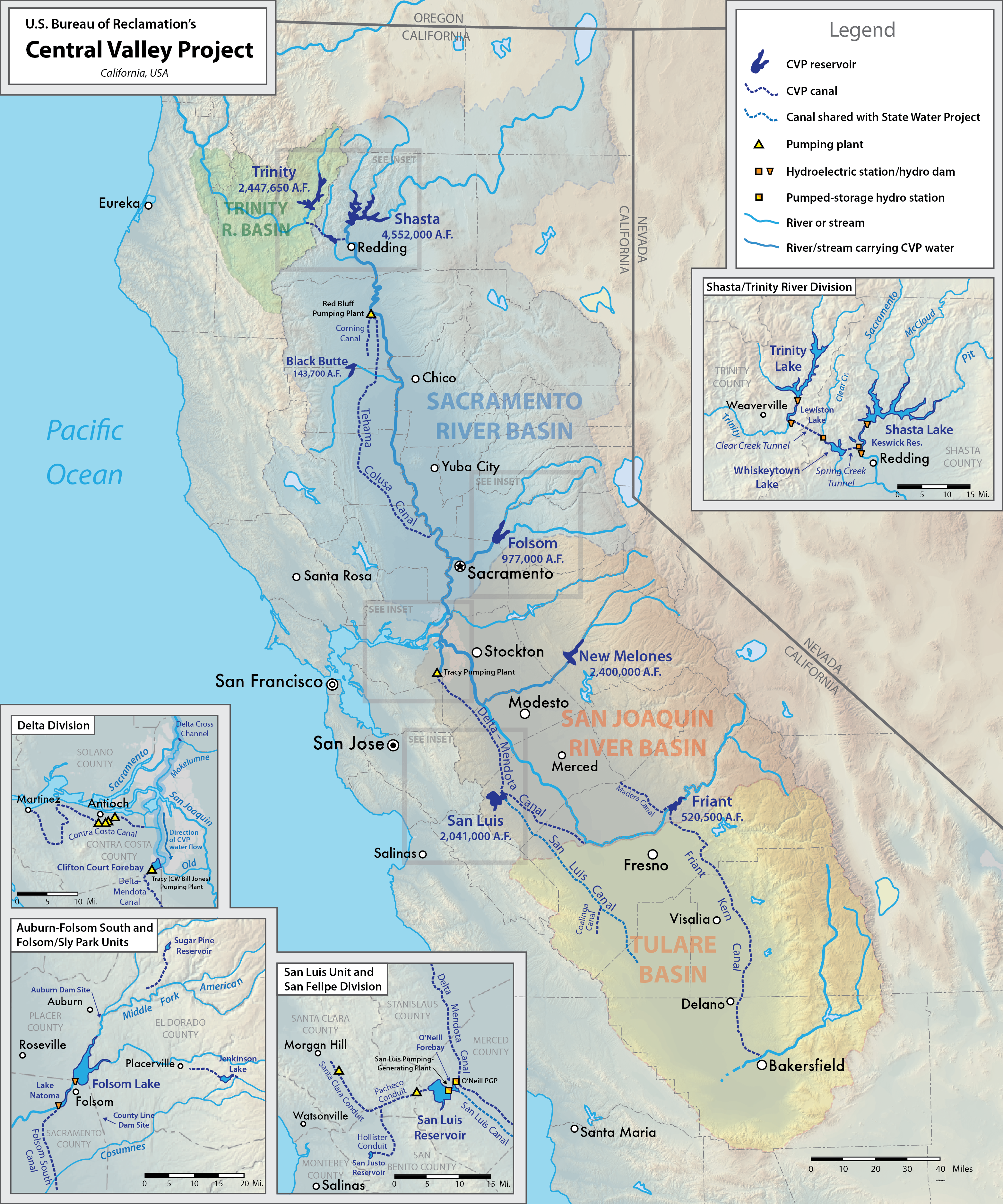
Central valley project

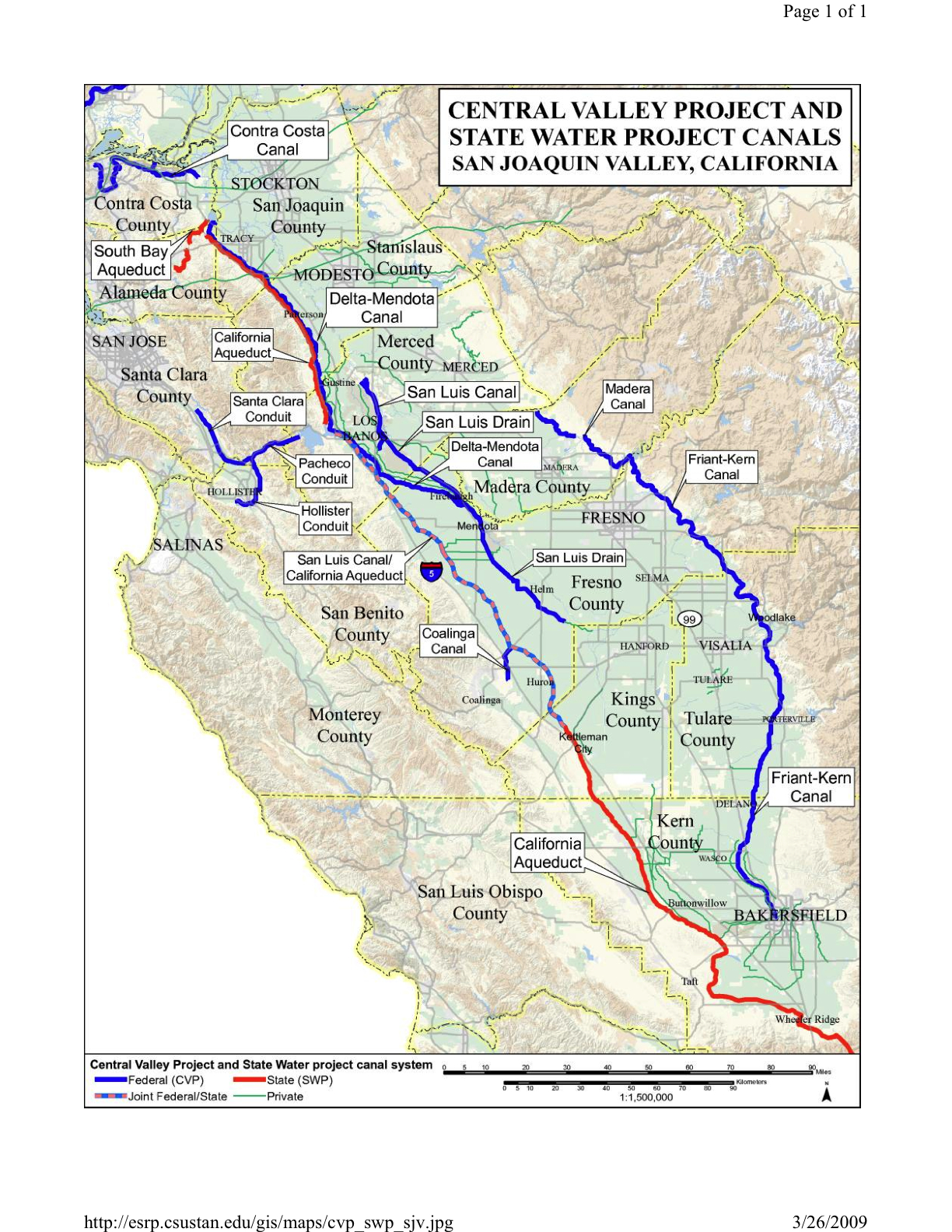
Carte du réseau de canaux CVP dans la vallée de San Joaquin. Les aqueducs CVP sont en bleu tandis que les aqueducs du SWP sont en rouge.

Le Central Valley Project (CVP) est un projet fédéral de gestion de l'énergie et de l'eau dans l'État américain de Californie sous la supervision du Bureau of Reclamation (USBR). Il a été conçu en 1933 afin de fournir de l'eau d'irrigation et municipale à une grande partie de la vallée centrale de Californie - en régulant et en stockant l'eau dans des réservoirs dans la moitié nord de l’État (autrefois considéré comme riche en eau, mais souffrant de pénurie d'eau plus de la moitié de la plupart des années) et de la transportant dans la vallée pauvre en eau de San Joaquin et ses environs, au moyen d'une série de canaux, d'aqueducs et de stations de pompage, certains partagés avec le California State Water Project (SWP). De nombreux utilisateurs d'eau du CVP sont représentés par la Central Valley Project Water Association.
En plus du stockage et de la régulation de l'eau, le système a une capacité hydroélectrique de plus de 2 000 mégawatts et fournit avec ses vingt barrages et réservoirs, des activités récréatives et de contrôle des inondations. Il a permis à de grandes villes de se développer le long des rivières de la vallée, qui débordaient auparavant chaque printemps, et a transformé l'environnement désertique semi-aride de la vallée de San Joaquin en terres agricoles productives. L'eau douce stockée dans les réservoirs de la rivière Sacramento, et rejetée en aval pendant les périodes sèches, empêche l'eau salée de s'introduire dans le delta de Sacramento-San Joaquin à marée haute. Il existe huit divisions du projet et dix unités correspondantes, dont beaucoup fonctionnent conjointement, tandis que d'autres sont indépendantes du reste du réseau. L'agriculture californienne et les industries connexes représentent désormais directement 7% du produit brut de l'État pour lequel le CVP fournit de l'eau pour environ la moitié.
De nombreuses opérations de CVP ont eu des conséquences environnementales considérables, notamment une diminution de la population de saumon de quatre grandes rivières californiennes dans l'État du nord, et la réduction des zones riveraines et des zones humides. De nombreux sites historiques et terres tribales amérindiennes ont été inondés par les réservoirs CVP. En outre, le ruissellement de l'irrigation intensive ont pollué les rivières et les eaux souterraines. La Central Valley Project Improvement Act, adoptée en 1992, entend atténuer certains des problèmes associés au CVP avec des programmes comme le Refuge Water Supply Program.
Ces dernières années, une combinaison de sécheresse et de décisions réglementaires adoptées sur la base de l'Endangered Species Act de 1973 ont forcé Reclamation à couper une grande partie de l'eau pour le côté ouest de la vallée de San Joaquin afin de protéger l'écosystème fragile du Delta Sacramento-San Joaquin et maintenir en vie les populations de poissons des rivières du nord et du centre de la Californie. En 2017, les rivières Klamath et Trinity ont connu le pire retour d'automne du saumon chinook de l'histoire, ce qui a conduit à une déclaration de catastrophe en Californie et en Oregon, en raison des pertes pour la pêche commerciale. La pêche récréative d'automne au saumon quinnat dans l'océan et dans les rivières Trinity et Klamath a également été fermée en 2017. Selon un rapport envoyé au Pacific Fishery Management Council (PFMC), par le California Department of Fish and Wildlife (CDFW), seuls 1123 saumons chinook d'hiver adultes sont retournés dans la vallée de Sacramento en 2017. Il s'agit du deuxième plus faible nombre de saumons adultes de remontée hivernale depuis la mise en œuvre des techniques de dénombrement modernes en 2003. En comparaison, plus de 117 000 chinooks hivernaux étaient revenus frayer en 1969.

## Aperçu

### Opérations
Le CVP stocke environ 16 km3 d'eau dans 20 réservoirs dans les contreforts de la Sierra Nevada, les montagnes Klamath et les chaînes côtières de Californie, et achemine environ 9.1 km3  d'eau chaque année à travers ses canaux. De l'eau transportée, environ 6.2 km3 va irriguer 1 200 000 ha de terres agricoles, 0.74 km3 alimente les usages municipaux et 0.99 km3 est rejeté dans les rivières et les zones humides afin de se conformer aux normes écologiques des États et fédérales,.
Deux grands réservoirs, Shasta Lake et Trinity Lake, sont fermés par une paire de barrages dans les montagnes au nord de la vallée de Sacramento. L'eau du lac Shasta se jette dans la rivière Sacramento qui se jette dans le delta de Sacramento-San Joaquin; l'eau du lac Trinity se jette dans la rivière Trinity qui mène à l'océan Pacifique. Les deux lacs libèrent de l'eau à des taux contrôlés. Avant de pouvoir couler dans la baie de San Francisco et l'océan Pacifique, une partie de l'eau est interceptée par un canal de dérivation et transportée vers le canal Delta-Mendota, qui achemine l'eau vers le sud à travers la vallée de San Joaquin, approvisionnant en eau le réservoir San Luis (une installation partagée par SWP) et la rivière San Joaquin à Mendota Pool dans le processus, atteignant finalement les canaux qui irriguent les fermes de la vallée. Le barrage Friant barre la rivière San Joaquin en amont du Mendota Pool, détournant son eau vers le sud dans des canaux qui se dirigent vers la région du lac Tulare de la vallée de San Joaquin, très au sud comme la rivière Kern. Enfin, New Melones Lake, une installation distincte, stocke l'eau d'un affluent de la rivière San Joaquin pour une utilisation pendant les périodes sèches. D'autres installations indépendantes plus petites existent pour fournir de l'eau aux districts d'irrigation locaux,.

### Contexte
Le projet Central Valley était le plus grand projet d'eau et d'électricité au monde lorsqu'il fut entrepris dans le cadre du programme de travaux publics, le New Deal de Franklin D. Roosevelt. Le projet fut le point culminant de quatre-vingts années de lutte politique pour la ressource naturelle la plus importante de l'État: l'eau. La vallée centrale de Californie se trouve à l'ouest des montagnes de la Sierra Nevada, son ruissellement annuel se déversant dans l'océan Pacifique à travers le delta de la rivière Sacramento–San Joaquin. Il s'agit d'une grande plaine d'inondation géologique en recul, modérée par son climat méditerranéen d'étés secs et d'hivers humides qui comprend des cycles de sécheresse majeurs réguliers. Au moment de sa construction, le projet était au centre d'une bataille politique et culturelle sur l'avenir de l'État. Il a interféré dans différents débats en cours au niveau de l'État, savoir: l'utilisation des terres, l'accès aux droits à l'eau, les impacts sur les communautés autochtones, les grands contre les petits agriculteurs, les districts d'irrigation de l'État et le pouvoir public contre le pouvoir privé. Ses promoteurs se sont tenus éloignés des préoccupations environnementales et ses impacts, sauf la préoccupation qui était de ne pas nuire aux principaux intervenants du moment.
La vallée centrale de la Californie a traversé deux époques distinctes d'utilisation des terres axées sur l'agriculture. Le premier étant la période tribale indigène qui a duré des milliers d'années. Puis avec l'arrivée des Européens, d'abord par le modèle colonial espagnol des missions catholiques et des ranchos (1772-1846), suivi par l'actuelle ère américaine. En raison de son climat méditerranéen, la première période culturelle était basée sur les chasseurs-cueilleurs. Les activités d'élevage et de tannage des missions espagnoles reposaient sur le travail forcé des tribus de Las Californias. Ce choc des cultures entre les communautés tribales indigènes et européennes (d'abord par l'Espagne, le Mexique puis les États-Unis) conduisit à une diminution massive de la population californienne autochtone qui, selon certains, serait une forme de génocide. Le modèle d'utilisation des terres de l'Espagne avec des pâtures pour le bétail, la viande, la laine et le cuir commença le long de la côte de l'Alta California pour finalement se répandre dans les terres. L'ère américaine évolua de l'élevage en ranch, à des plantations à grande échelle plus communément connues aujourd'hui sous le nom de Corporate farming qui transformèrent la vallée centrale en le grenier des États-Unis.
À la suite de la ruée vers l'or de 1848 en Californie, un grand nombre de citoyens américains vinrent dans la région et tentèrent de pratiquer l'agriculture pluviale, mais la plupart des terres de la vallée centrale furent occupées par de grands éleveurs de bétail comme Henry Miller qui finalement contrôlèrent 22 000 miles carrés de terres. La construction de digues à grande échelle par les travailleurs chinois le long du delta fut le point de départ de l'irrigation limitée des vergers.
Après l'arrivée du chemin de fer transcontinental, l'immigration en provenance d'Asie et du reste des États-Unis conduisit à un nombre croissant de colons dans la région. Malgré les sols riches et les conditions météorologiques favorables des 110 000 km2  de la Vallée centrale, les immigrants dans la vallée qui n'étaient pas familiers avec ses modèles saisonniers de précipitations et d'inondations, commencèrent à adopter des pratiques d'irrigation. Les agriculteurs se trouvèrent rapidement déstabilisés par la fréquence des inondations dans la vallée de Sacramento et par un manque général d'eau dans la vallée de San Joaquin .La rivière Sacramento, qui draine la partie nord, reçoit entre 60 et 75% des précipitations dans la vallée, bien que la vallée de Sacramento couvre moins de superficie que la vallée beaucoup plus grande de San Joaquin, drainée par la rivière San Joaquin, qui ne reçoit qu'environ 25 % des précipitations. En outre, les villes puisant de l'eau dans le delta de Sacramento-San Joaquin furent confrontées à des problèmes pendant les mois secs d'été et d'automne lorsque le débit d'eau est faible. Afin de continuer à soutenir l'économie de la vallée, il fallait des systèmes pour réguler les débits dans les rivières et répartir également l'eau entre les parties nord et sud de la vallée.

### Histoire
En 1873, Barton S. Alexander termina un rapport pour le US Army Corps of Engineers qui fut la première tentative de création d'un projet de la vallée centrale. En 1904, le Bureau of Reclamation (alors « Reclamation Service ») s'intéressa pour la première fois à la création d'un tel projet d'eau, mais il ne s'impliqua pas plus loin, jusqu'à ce qu'une série de sécheresses et catastrophes connexes se produise au début des années 1920. L'État de Californie adopta le Central Valley Project Act en 1933, qui autorisait Reclamation à vendre des obligations à revenus afin de lever environ 170 millions de dollars pour le projet. Malheureusement, l'insuffisance d'argent dans les caisses du Trésor de l'État, et la coïncidence avec la Grande Dépression, obligèrent la Californie à se tourner vers le gouvernement national pour obtenir un financement et construire le projet. Cela aboutit à plusieurs transferts du projet entre la Californie et le gouvernement fédéral, et entre Reclamation et le Corps du génie de l'armée des États-Unis. Les premiers barrages et canaux du projet furent établis à la fin des années 1930, et les dernières installations furent achevées au début des années 1970. D'autres éléments du projet ne furent jamais construits, certains en partie terminés ou encore en attente d'autorisation.

### Rivière Sacramento

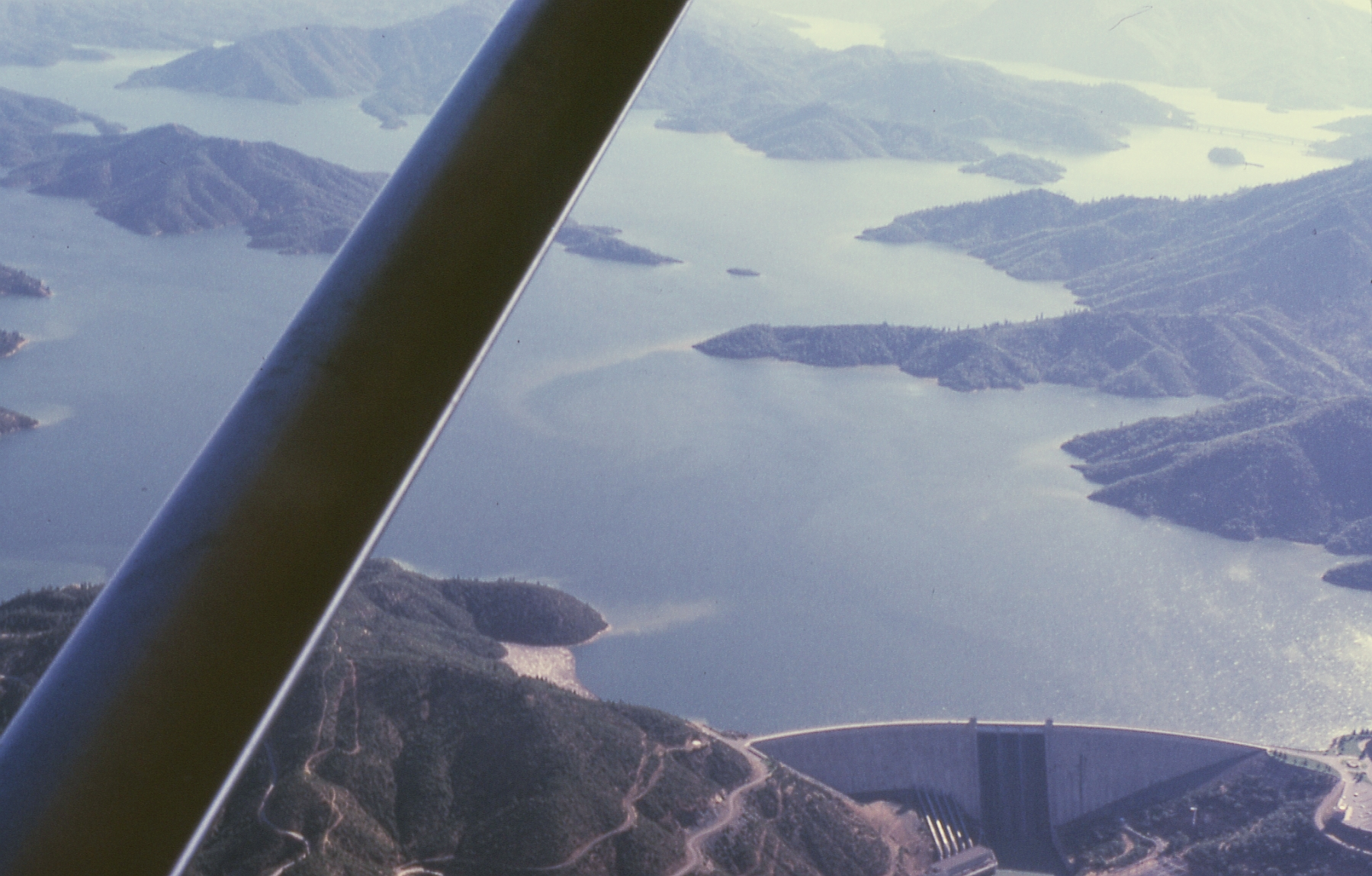
Barrage de Shasta, avec le lac Shasta à son plus haut niveau, juillet 1965

### Rivière Trinity

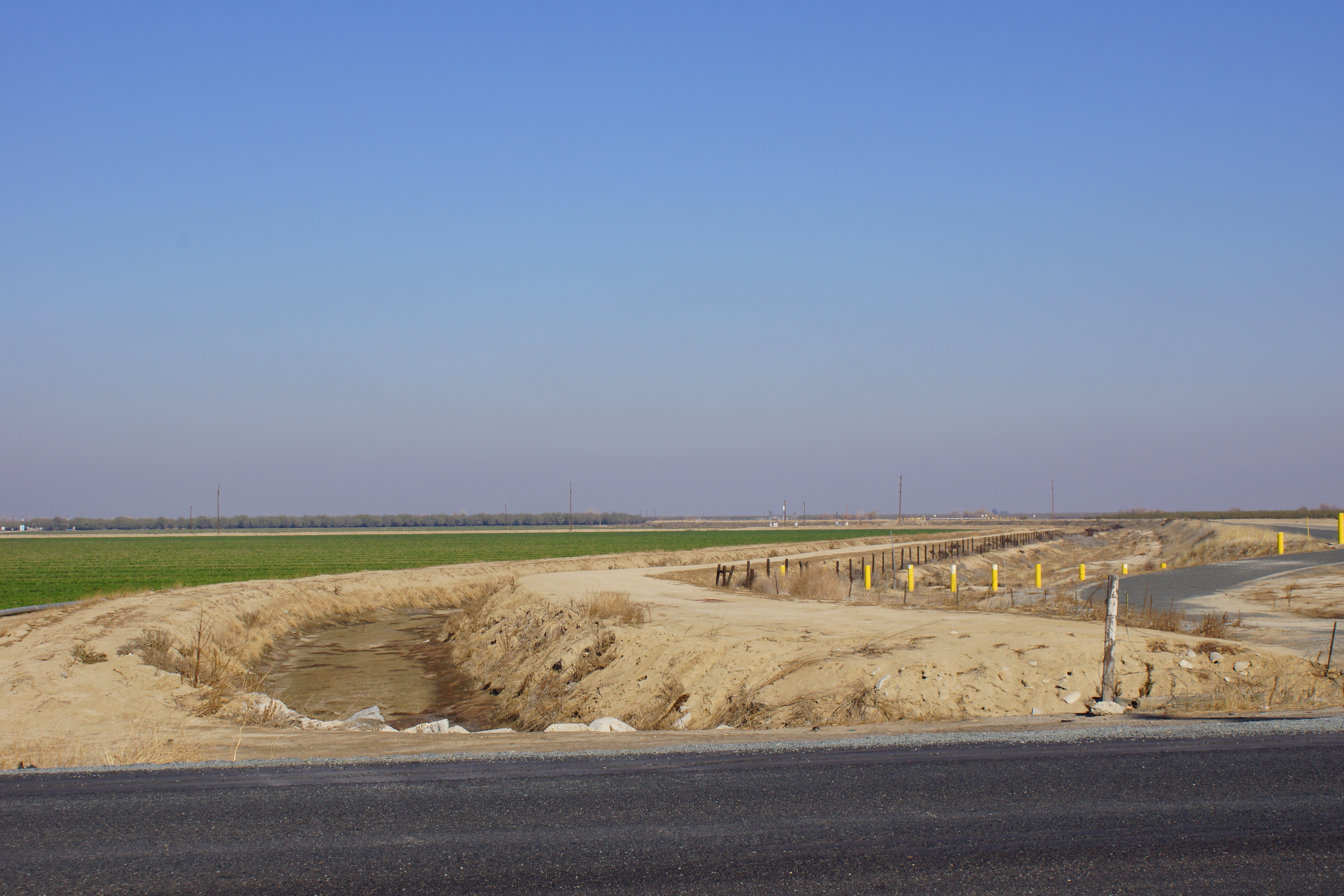
Fossé de drainage, Central Valley project

### American River

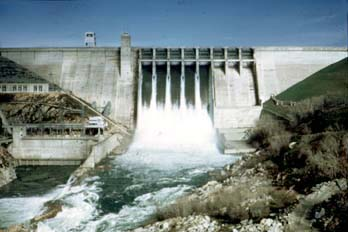
Barrage de Folsom se déversant lors d'une inondation

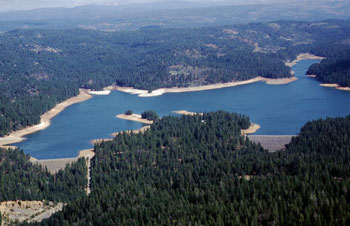
Barrage de Sly Park (à gauche) et barrage auxiliaire (à droite)

### Stockage et aqueducs offstream

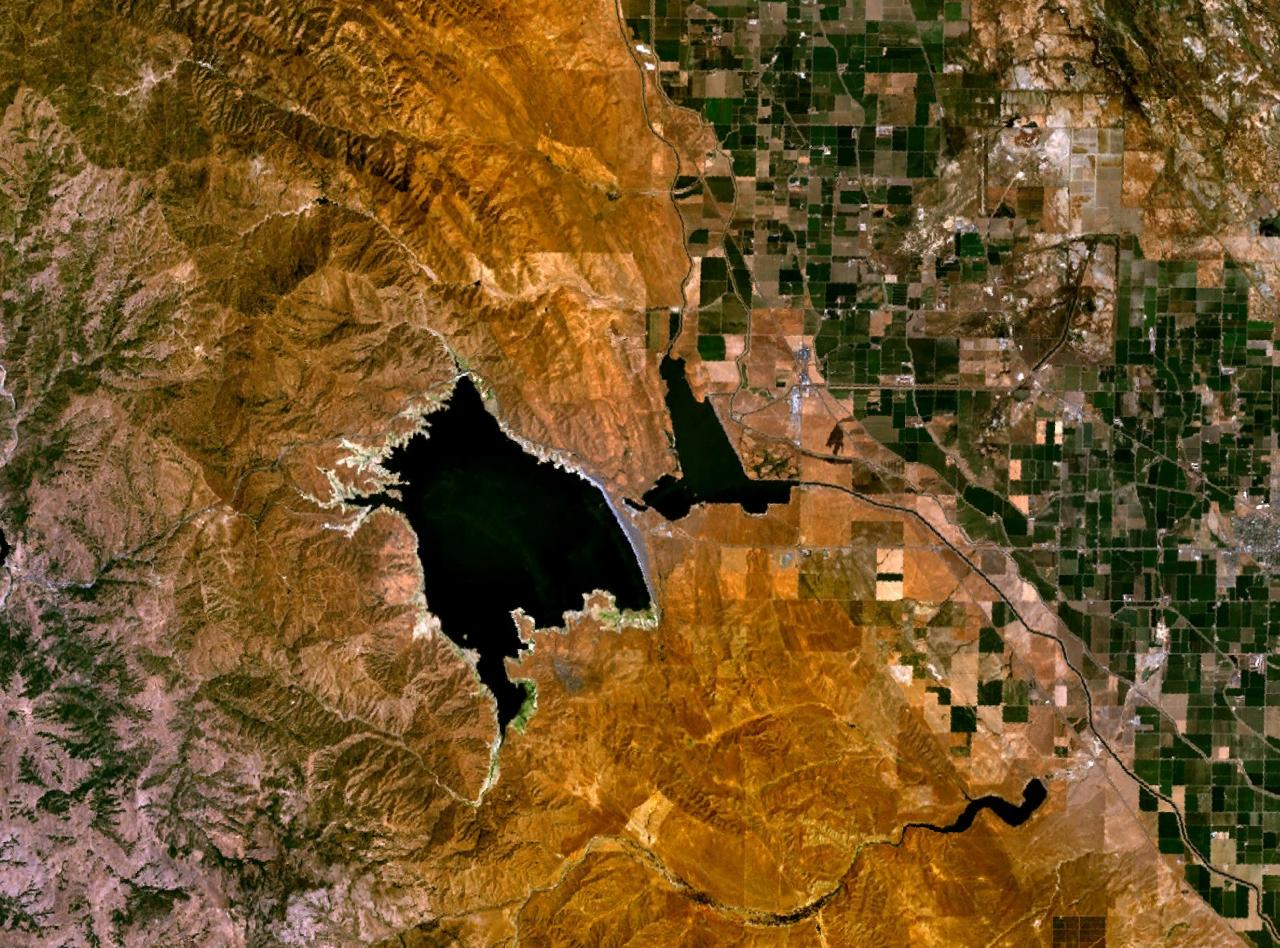
Photo satellite du lac de San Luis et O'Neill Forebay

## Controverse

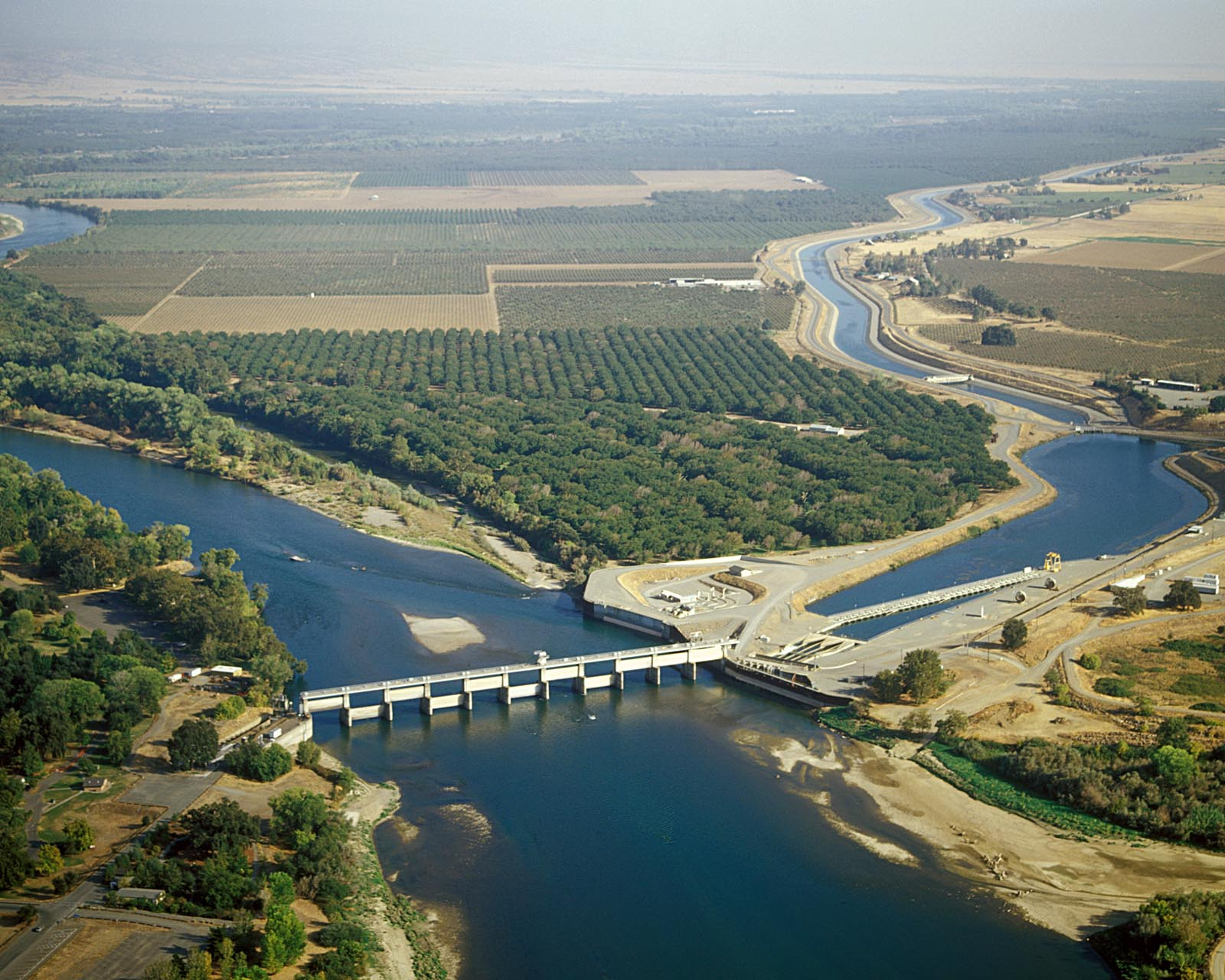
Le barrage de dérivation Red Bluff sur la rivière Sacramento a jadis posé un obstacle important à la migration du saumon, de la truite arc-en-ciel et de l'esturgeon. Il a depuis été remplacé par une usine de pompage pour améliorer le passage des poissons.

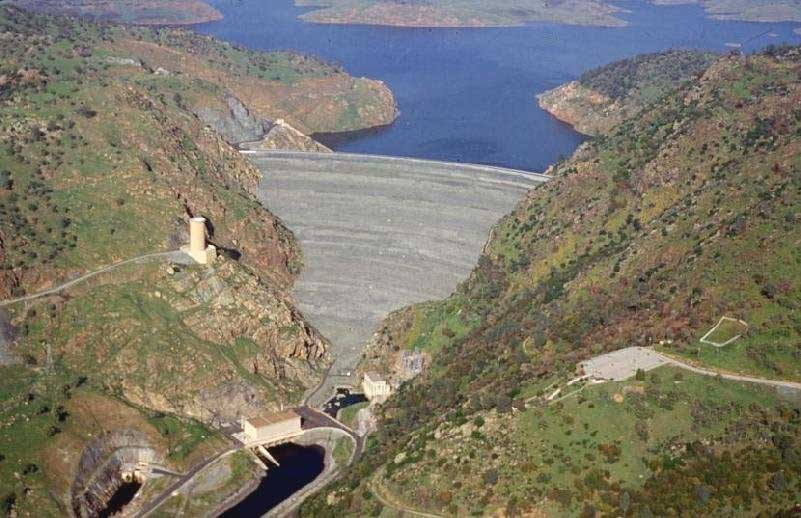
New Melones Dam, vu ici avec New Melones Lake au-delà, est l'une des opérations les plus contestées du CVP

## Ressources CVP

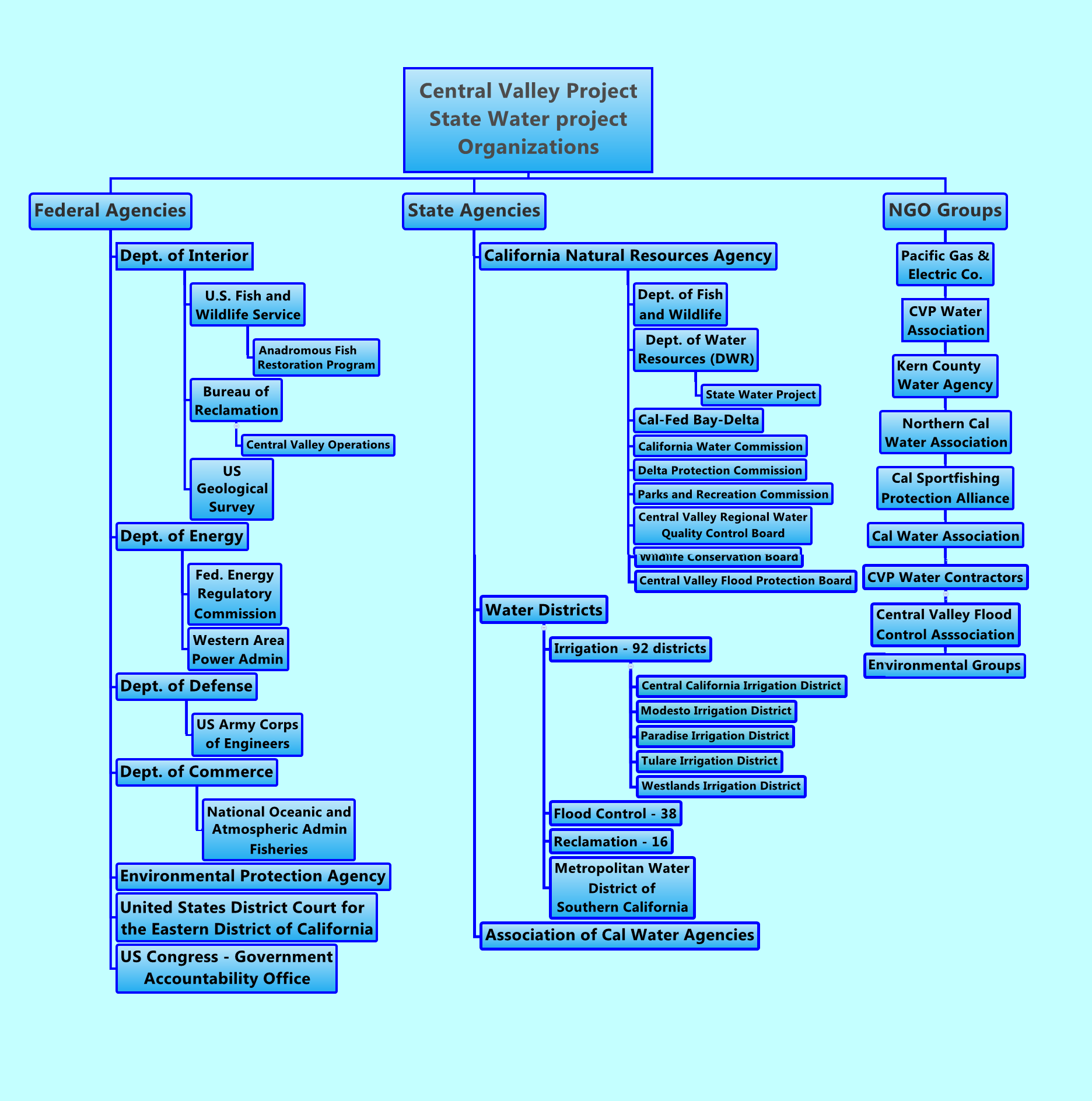
Organisations fédérales, étatiques et non gouvernementales impliquées dans le Central Valley Project.

- U.S. Dept. of Interior's US Bureau of Reclamation, agence fédérale qui gère le CVP: Annual reports 1995-to present
- U.S. Dept. of Energy's Western Area Power Administration supervise la distribution de l'électricité produite au fédéral par le CVP
- The U.S. Army Corps of Engineers[5] gère 17 des barrages du Central Valley Project, y compris le dam safety alert system
- Federal Energy Regulatory Commission's Licensed Hydroelectric Projects
- The National Oceanic and Atmospheric Administration Central Valley Regional Office monitors the CVP's Endangered Species Act Operations
- U.S. Department of Justice - Central Valley project Environment and Natural Resources Division
- -  U.S. Geological Survey's California Central Valley Water Science Center
- USGS California Central Valley Groundwater Study Tool
- USGS Groundwater Data for California
- Central Valley Hydrologic Model: Texture Model
- USGS Goose Population Dynamics in the California Central Valley and Pacific Flyway
- Central Valley Watershed Monitoring Directory
- Findlaw California Water Code Search Engine
- The California State Water Project (SWP) is managed by the California Department of Water Resources
- Central Valley Flood Protection Plan
- Association of California Water Agencies
- Directory - Association of California Water Agencies
- | Sacramento Valley Water Quality Coalition (SVWQC)
- Overview of Projected Climate Change in the California Central Valley | California Climate Commons
- Regulated Water Utilities in California | California Water Association
- The California Reclamation Districts are the legal districts that manage the Central Valley's levees
- California Water Districts
- Ca. Dept. of Water Resources: Central Valley History
- Chronology of Major Litigation Involving the CVP and SWP
- The California Sportfishing Protection Alliance's Listen to the River peer review summary
- The California Water Plan is the state's official water policy with the latest version completed in 2013
- Water in California Summarizes the history and details of the state's water policy issues.
- California's Irrigation district's 92 public self-governing subdivisions[6] of the State that purchase water from the CVP
- Central Valley Ag - CVA
- MAVEN'S NOTEBOOK | California Water news
- UC Davis: California Water Primer
- Mid-Pacific Water Users' Conference
- Water Education Foundation
- Library of Congress - Central Valley Project
- CVP annual construction costs 1935-1959
- 1945 U.S. Bureau of Reclamation 160-acre Legal analysis
- US Bureau of Reclamation Documents - Hathi Trust Digital Library
- "The Central valley project" by Federal Writers' Project (U.S.) California, 1942[7]
- 1956 Congressional Library on authorizing Documents Central Valley Project - Includes detailed timeline
- 1,600 page investigation of USBR that includes the Reclamation Reform Act of 1979: Hearing Before the Subcommittee on Energy
- 1984 Information Bulletin #2 U.S. BUREAU of RECLAMATION - KESTERSON RESERVOIR - AND WATERFOWL - Impacts
- 1986 - The Agreement between the United States of America and the State of California for coordinated operation of the Central Valley Project and the State Water Project
- The Grapes of Wrath Movie & book
- Cadillac Desert documentary & book
- Farmworker movements in California from the Grange, IWW and the Wheatland hop riot, the Bracero's to the United Farm Workers
- Bitter Harvest, a History of California Farmworkers, 1870-1941 By Cletus E. Dani
- Dorothea Lange Central Valley - PBS Biography
- The Great Central Valley Project by Stephen Johnson, Robert Dawson and author Gerald Haslam
- de, la Salton Sea de la California Development Company, ses prises de terres
- La Southern Pacific railroad, aussi connu sous le nom de BNSF Railway, était le plus grand propriétaire de la vallée centrale et a joué un rôle majeur dans son évolution, depuis la tragédie de Mussel Slough (the California Development Company's Salton Sea, its land grabs)[8]
- California's version of Pork barrel politics started with the Owens Valley land and water takings by the city of Los Angeles with a PBS documentary series Part 1[9] and movie Chinatown (1974 film)
- The Central Valley is also the home to one of the country's oldest and largest oil &amp; gas industries, that includes the environmental controversial[10]. use of fracking[11],[12].

## Galerie

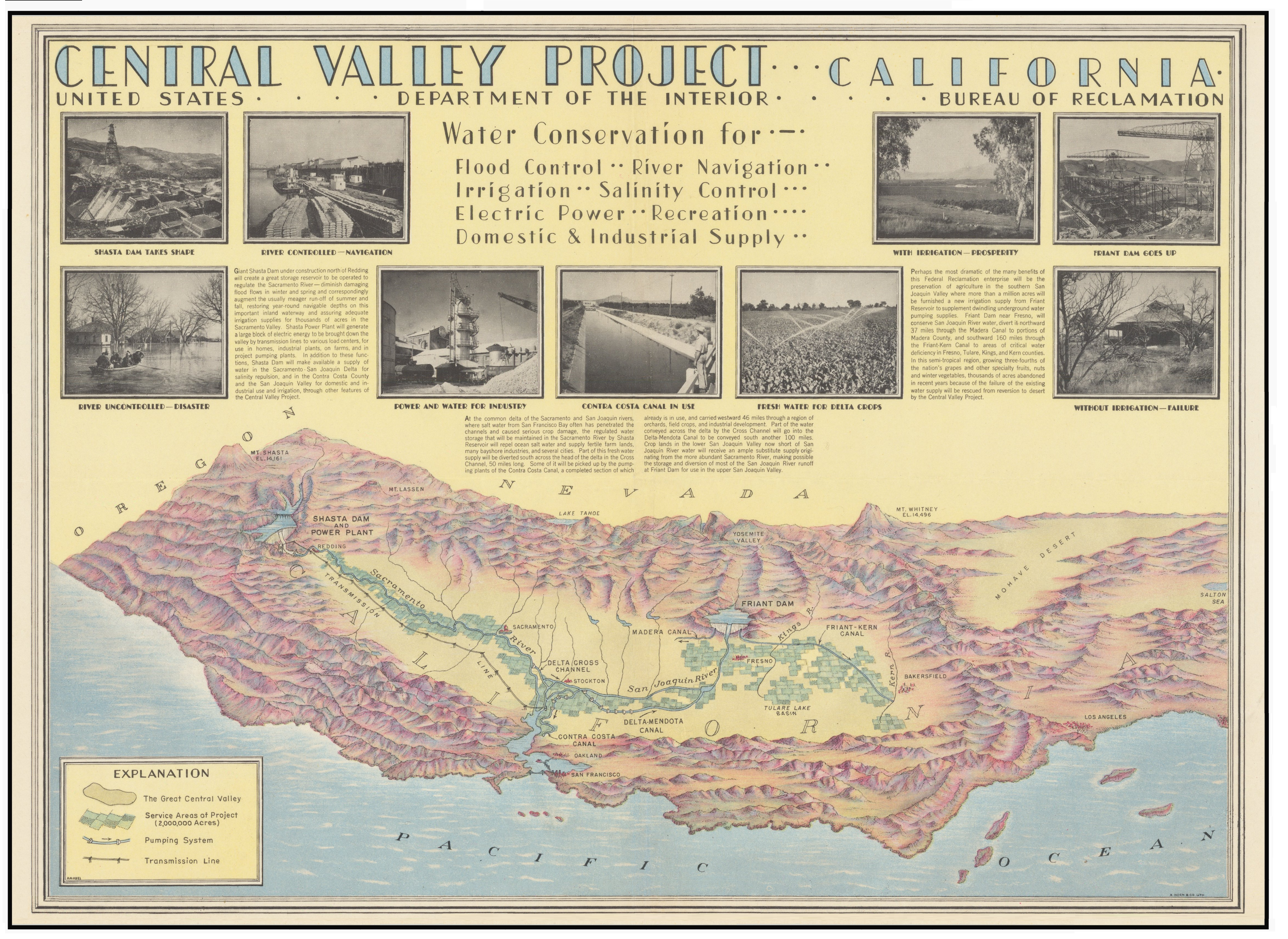
US Department of Interior Bureau of Reclamation - Carte du projet de la vallée centrale 1938
- Carte CVP Chinook
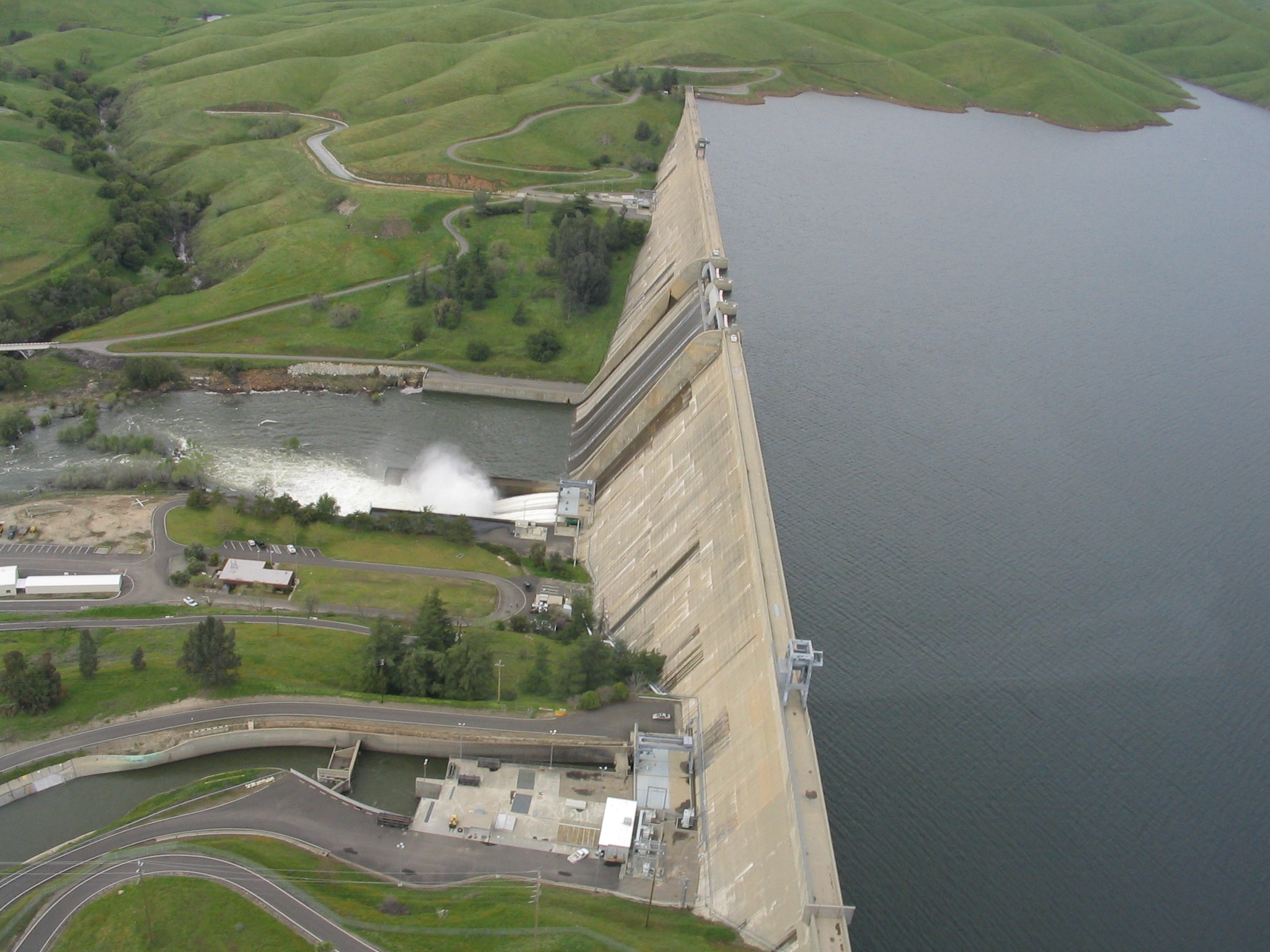
Friant Dam - Photothèque NOAA
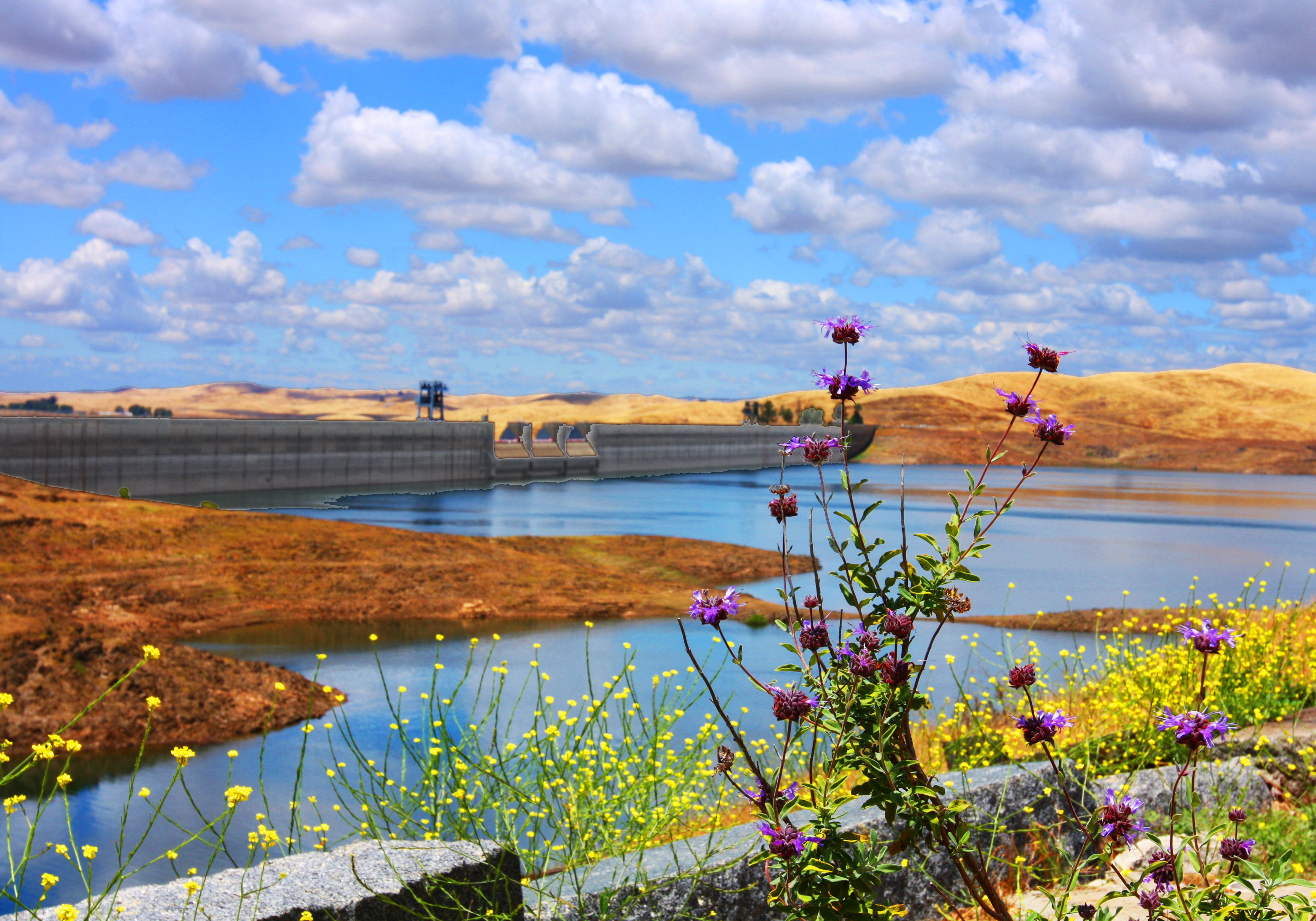
Barrage Friant et lac Milerton
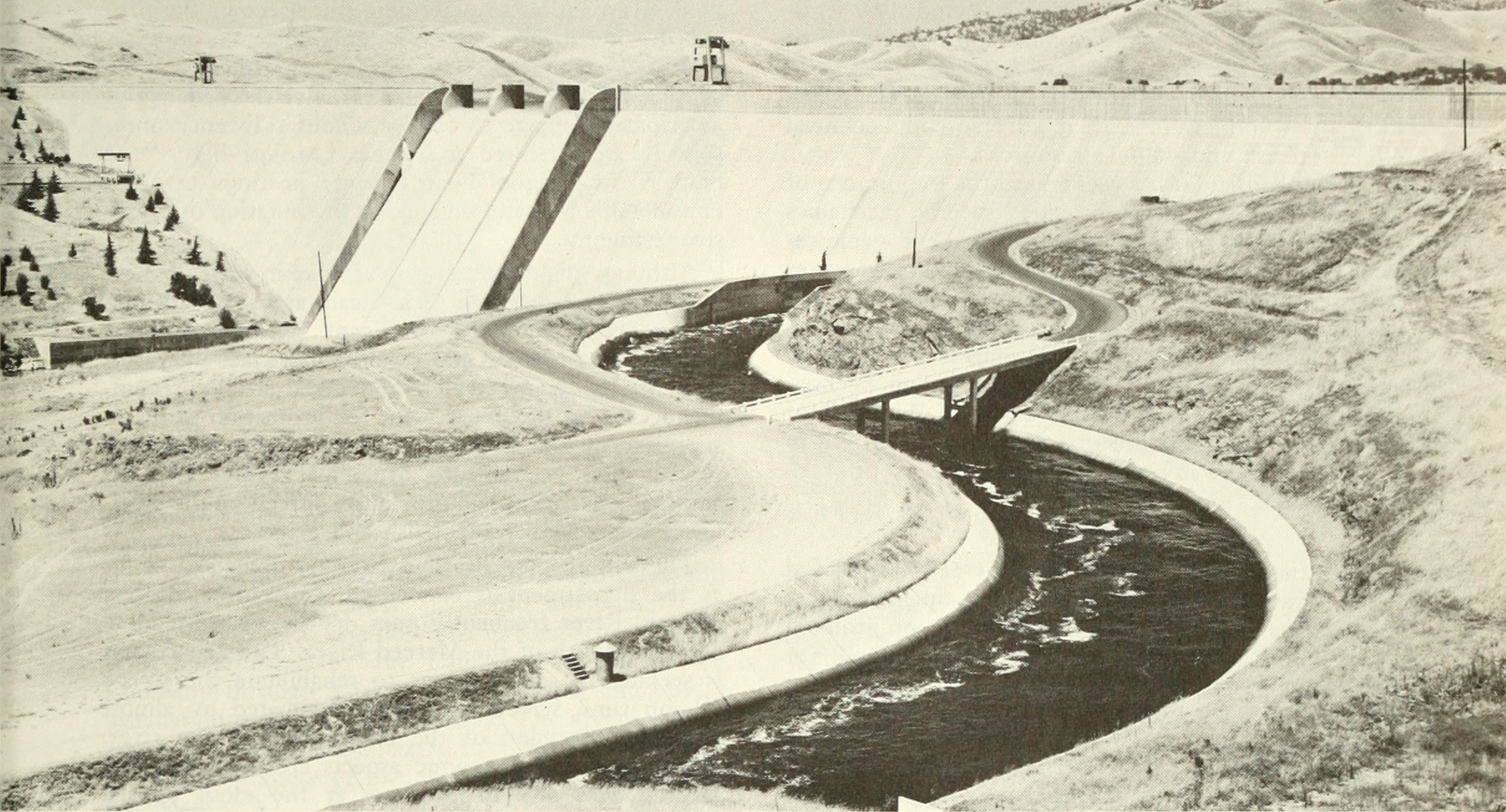
Barrage de Friant
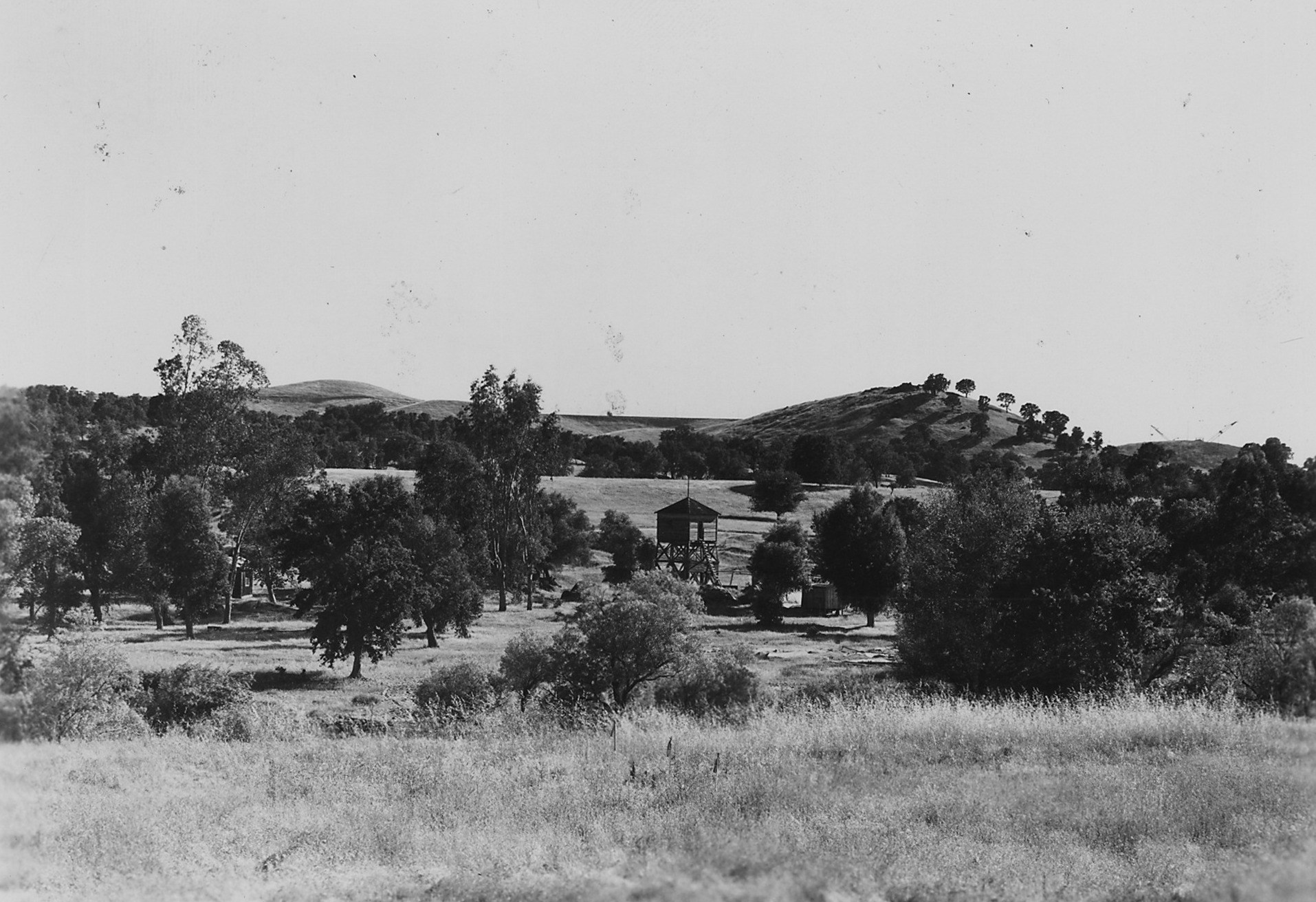
Photographie «Indian Graveyard No. 1», tirée du rapport «Histoire des Indiens enterrés dans la région du réservoir de Friant Dam (Californie) ... - NARA - 296229 (rognée)
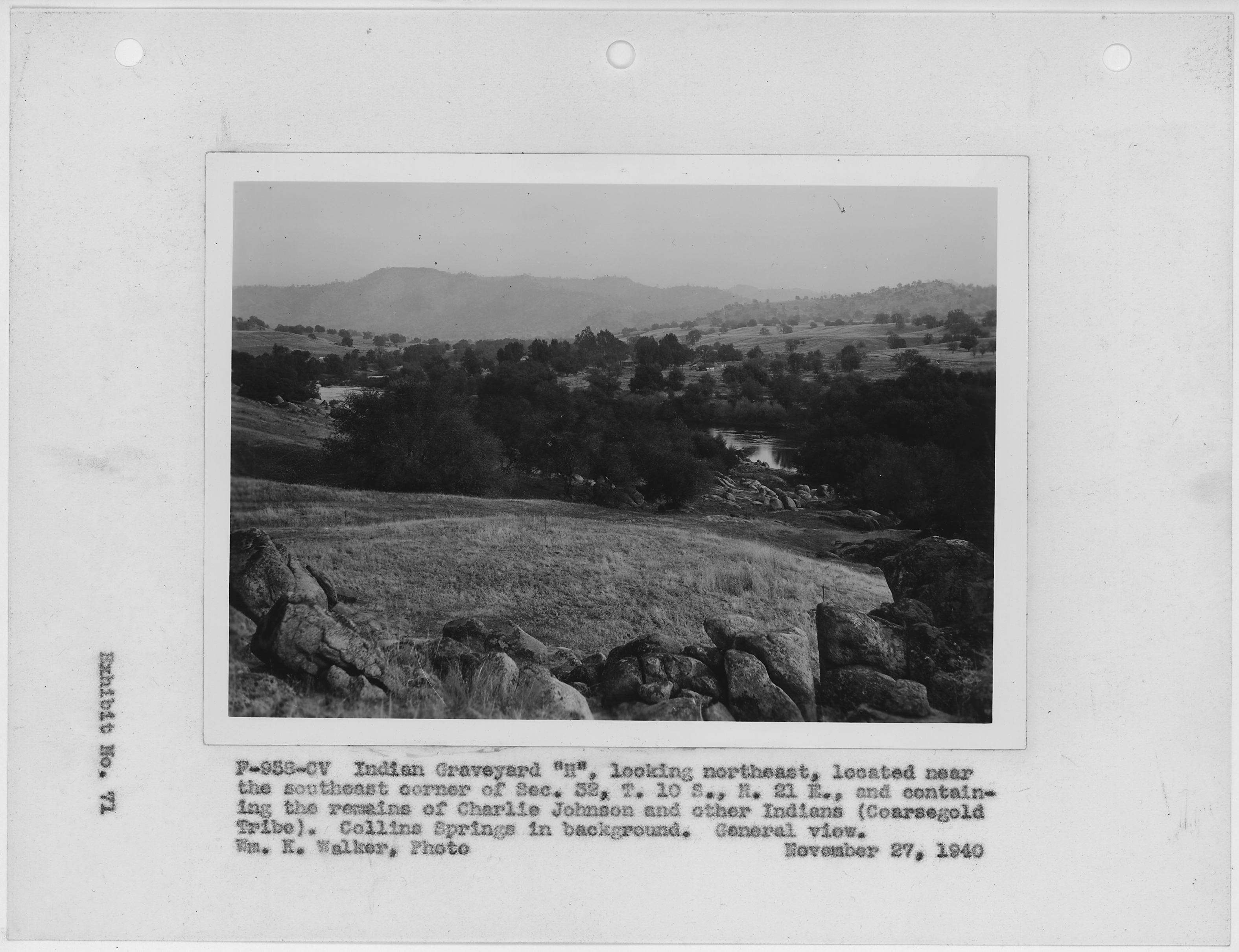
Photographie "Indian Graveyard ' H ' ... contenant les restes de Charlie Johnson et d'autres Indiens (tribu Coarsegold)," ... - NARA - 296227
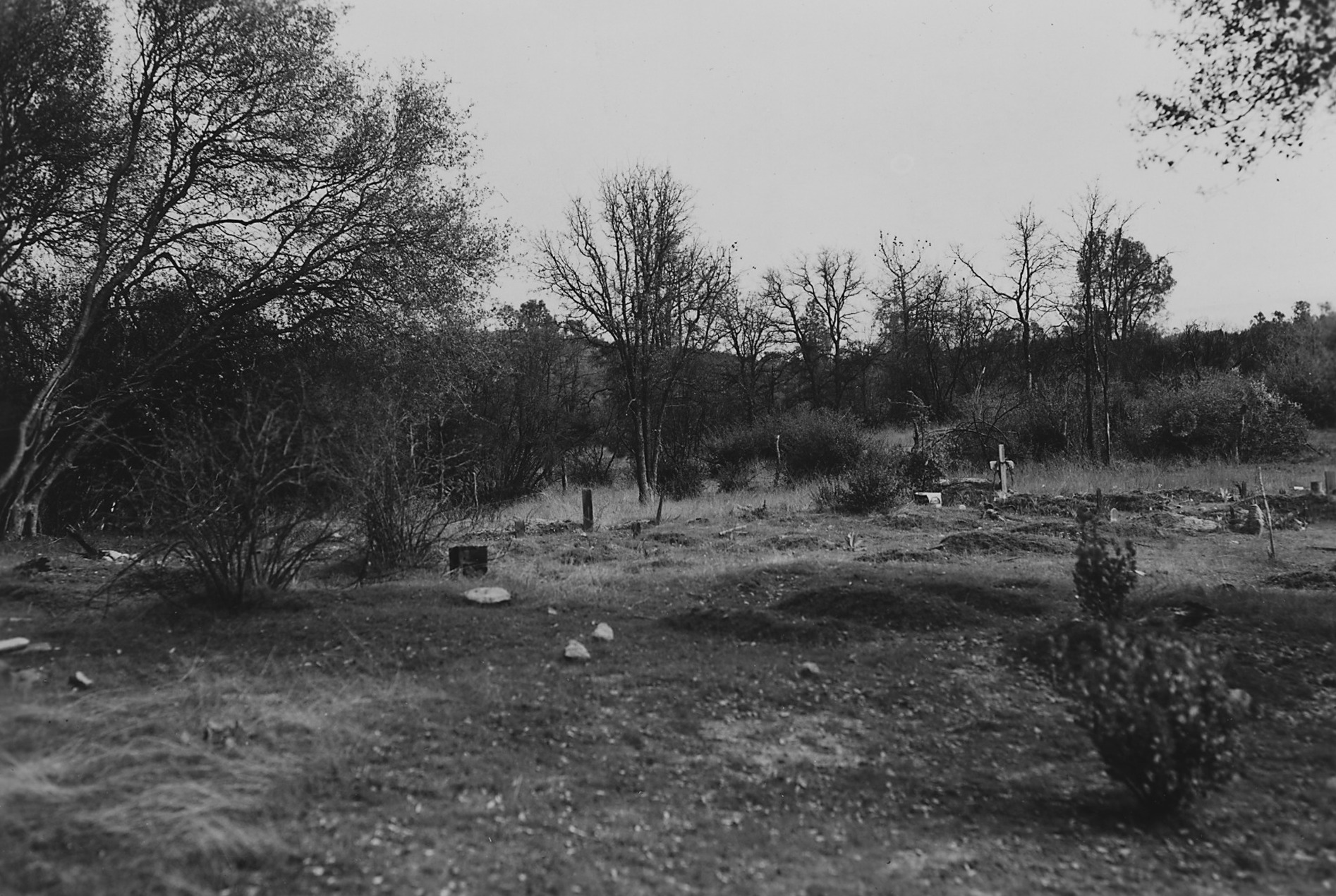
Photographie «Vue vers le sud-est du cimetière indien de Picciune», tirée du rapport «Histoire des Indiens enterrés au barrage Friant ... - NARA - 296228 (rognée)
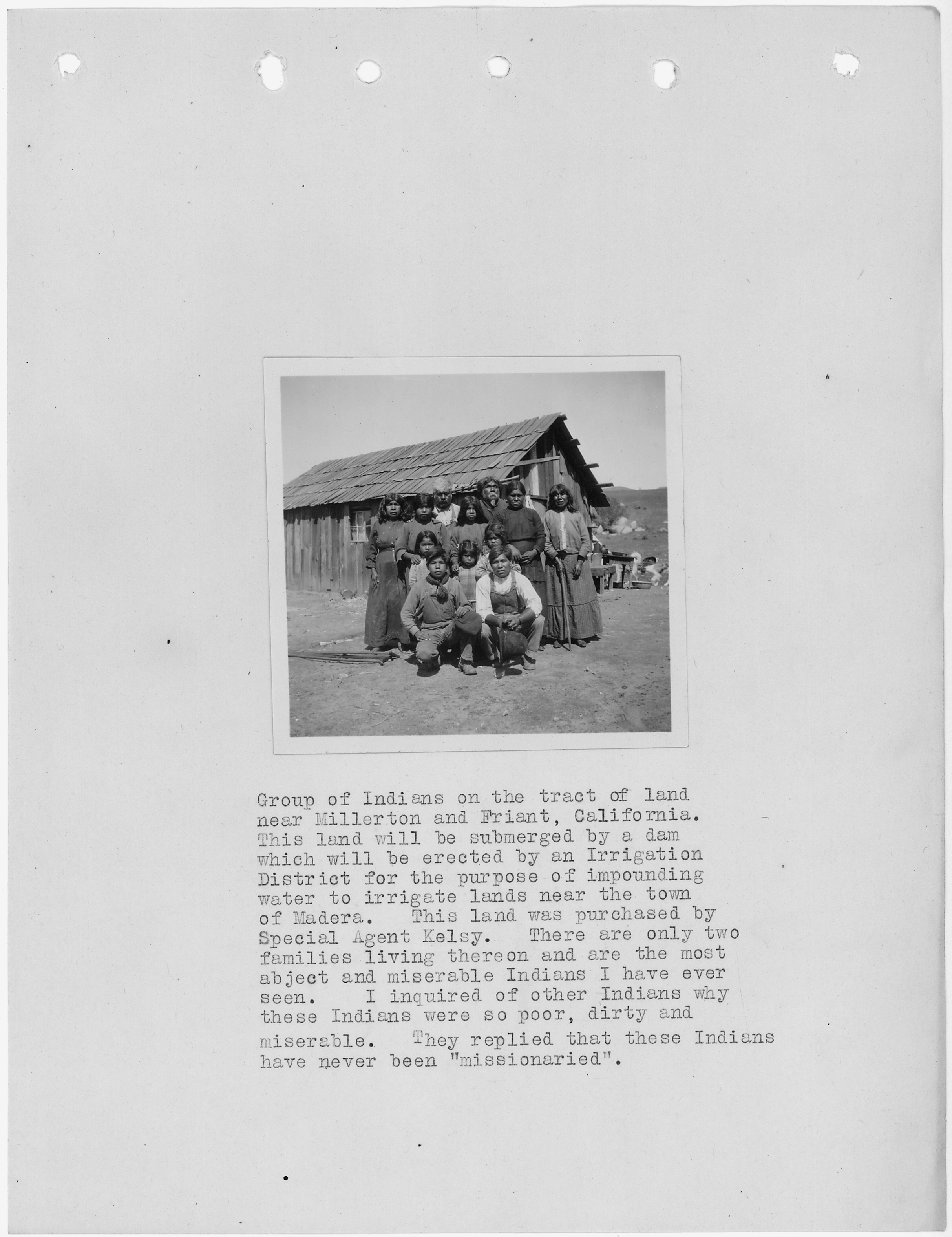
Photographie avec texte d'un groupe d'Amérindiens sur une terre qui sera submergée par un barrage près de Millerton et Friant ... - NARA - 296302
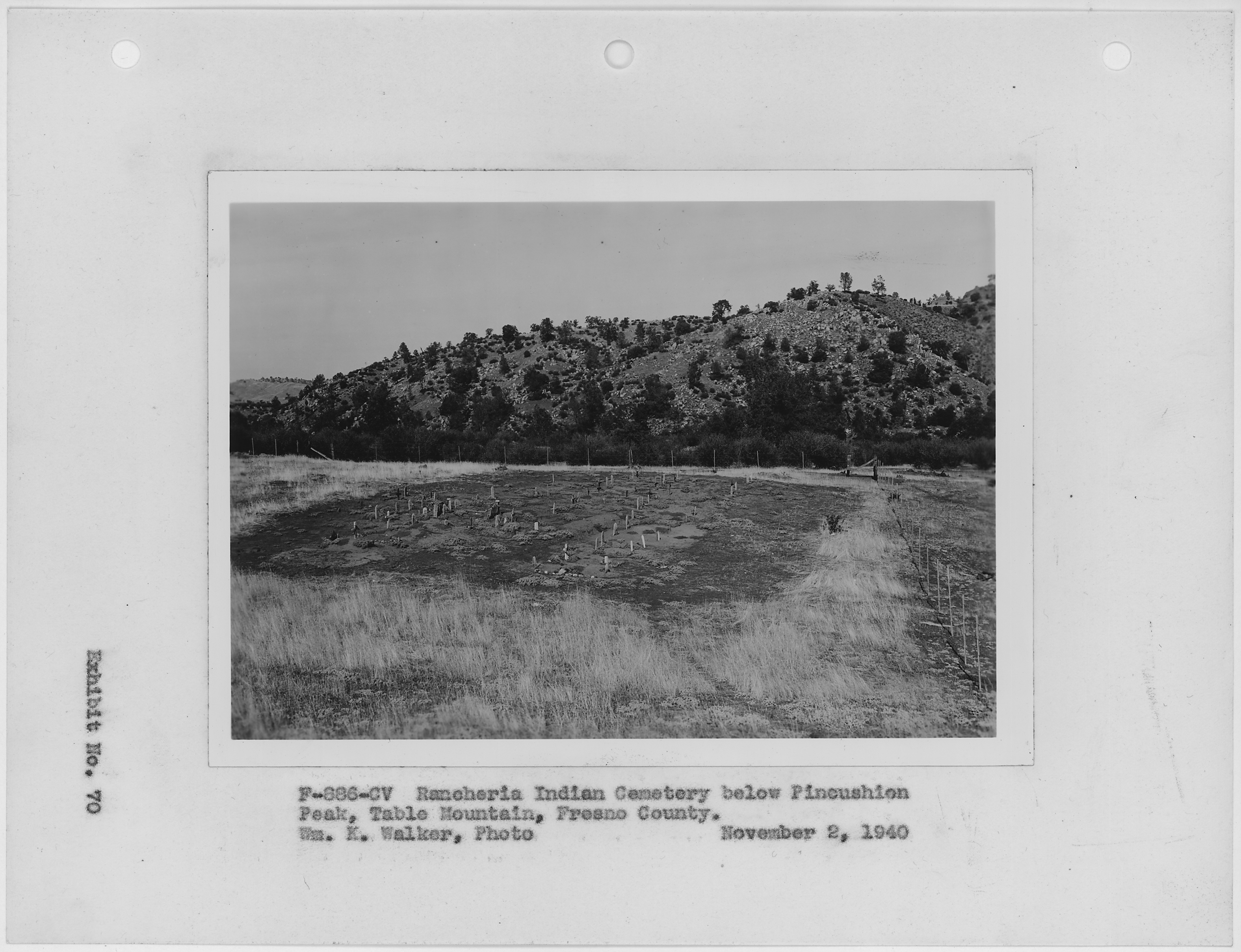
Photographie "Cimetière indien de Rancheria en contrebas de Pincushion Peak, Table Mountain, Fresno County", tirée du rapport "History of ... - NARA - 296225